# 森美希
森 美希（もり みき、1980年7月26日 - ）は、日本のAV女優。マインズ・HANAYA PROJECT所属。

## 略歴
2021年1月、SODクリエイトのレーベル「麗-KIREI SOD-」専属女優としてAVデビュー。
2021年4月発売の作品が専属最後となり、以降は企画単体女優として活動。

## 人物
東京都出身。
趣味はタロット占い。
高校生の時に友人に飲み会に誘われ、その会にいた全く面識もなく名前も知らない男性に気に入られて、二人きりにされてそのまま流れで初体験をした。
独身のままOLとして働いてきたが、40代になるにあたって普通にこのまま働いていてもつまらないと思い、会社を辞めて新しい自分を探そうとAV女優となった。AVを見たことはなかったが、全く知らない世界に飛び込みこんで自分に大きな変化をさせたかったと話している。

## 作品

### アダルトDVD
- うぶな熟女がセックスと向き合う 純粋で華やかなアロマセラピスト 森美希 40歳 AV DEBUT（1月21日、SODクリエイト）
- 痙攣激イキで、アラフォーが生まれたての小鹿のように足がガクブル!! 絶頂回数36回! イキ3本番! うぶな熟女が膣内開発!! 森美希 40歳（2月25日、SODクリエイト）
- 「さらなる性感帯を知りたいんです…」 うぶな熟女が愛液とろとろまみれで喘ぎまくってメスになる瞬間。 オイルマッサージで性感開発3本番! 森美希 40歳（3月25日、SODクリエイト）
- 「私の中でいっぱい気持ちよくなって欲しいんです…」 中出し解禁 濃厚精子7発 森美希 40歳（4月22日、SODクリエイト）
- 熟母 13 〜息子に抱かれ何度もイカされた私〜（8月13日、ながえスタイル）
- お色気P●A会長と悪ガキ生徒会（11月2日、グローリークエスト）
- 人妻の花びらめくり（11月16日、エマニエル）
- おち○ぽ大好きお姉さんのフェラチオは好きですか? 2（12月21日、グローリークエスト）

- 美魔女ナンパ!! HG 歳を重ねるごとに綺麗さと感度が増した熟女にズブリッと挿入♥生性交!! 3（1月14日、ホットエンターテイメント）※「なぎさ」名義
- 綺麗でいやらしい叔母さんの黒びら熟マ○コを舐め勃起する僕（2月1日、ルビー）
- 真・異常性交 四十路母と子 其の弐拾壱 若く逞しい息子棒の虜となった欲求不満母（3月22日、グローバルメディアエンタテインメント）
- 素人妻ナンパ 全員生中出し5時間 セレブDX 80（4月15日、ロータス）
- 本気になるおばさん。「からかうのはやめて」と最初は笑っていたけど、リアルにSEX突入の気配!? 最後はおばさんなのに、本気の中出しまで!? 11（11月26日、ビッグモーカル）
- 地元の底辺校を卒業⇒上京して5年、いまだにフリーターのボクにまさかのモテ期!?同年代の女子には全然モテないボクをやたらとイケメン扱いしては一人暮らしのアパートに来て何かと世話を焼いてくれるパートのおばちゃんたちとの不倫にハマってしまった vol.7（12月27日、GIGOLO）

- カメラの前でおしっこする女 5（11月26日、グローリークエスト）

### ネット配信
- No.1139　森 明美（6月24日、舞ワイフ）
- No.1158　森 明美 蒼い再会（8月31日、舞ワイフ）
- 美希 40歳（11月17日、人妻パラダイスGOLD）

- 人妻巨根不倫 「大きなイチモツをください」 5 美希 40歳（2月4日、パラダイステレビ）

## 出演

### YouTube
- 【熟女の履歴書】－第22回前編－森美希さんの巻〜初体験の間にいろいろ失いました〜（2022年7月29日、夕やけちゃんねる）
- 【熟女の履歴書】－第22回後編－森美希さんの巻〜二の腕がOKなら荷物持ちも駅○も…〜（2022年7月30日、夕やけちゃんねる）

## 掲載

### 雑誌
- 月刊FANZA 2021年3月号（ジーオーティー） - インタビュー「HATSUMONO!」
- 月刊ソフト・オン・デマンド 3月号 VOL.18（ソフト・オン・デマンド） - インタビュー「森美希インタビュー」
- 週刊アサヒ芸能 2022年5月26日号（徳間書店） - インタビュー「AV熟女「運命を変えた1作」」